# Alice Montagu-Douglas-Scott
Pour les articles homonymes, voir Alice du Royaume-Uni (homonymie) et Alice Montagu.
Titre
Épouse du gouverneur général d'Australie
30 janvier 1945 – 11 mars 1947
(2 ans, 1 mois et 9 jours)
Alice Christabel Montagu-Douglas-Scott, née le 25 décembre 1901 et morte le 29 octobre 2004, est un membre de la noblesse puis de la famille royale britannique, par son mariage avec Henry de Gloucester (troisième fils du roi George V et de la reine Mary), et de ce fait titrée princesse Alice, duchesse de Gloucester.
Elle est la fille du 7e duc de Buccleuch et 9e duc de Queensberry, premier propriétaire terrien d’Écosse. Ses frères Walter et William sont tous deux membres du parlement pour le Parti conservateur. Par mariage, elle est la belle-sœur des rois Édouard VIII et George VI ainsi que la tante de la reine Élisabeth II.
À la fin de sa vie, elle est la doyenne de la famille royale. Elle détient le record de longévité pour un membre de la famille royale britannique depuis son décès à 102 ans le 29 octobre 2004.

## Biographie

### Famille
Lady Alice Montagu-Douglas-Scott naît à Whitehall (Londres) le jour de Noël 1901, troisième fille de John Montagu-Douglas-Scott, 7e duc de Buccleuch et 9e duc de Queensberry et de son épouse Lady Margaret Bridgeman (1872-1954). Elle est en ligne directe (et illégitime) descendante de Charles II d'Angleterre par son fils James Scott, 1er duc de Monmouth, qui chercha à détrôner son oncle Jacques II Stuart. Il fut exécuté le 15 juillet 1685 après l'échec de la Rébellion de Monmouth. 
Lady Alice passe l'essentiel de son enfance sur les propriétés familiales de Boughton House dans le Northamptonshire et du château de Drumlanrig dans le district de Dumfries and Galloway en Écosse. Elle est pensionnaire dans l'école pour filles de Malvern St James dans le Worcestershire. Plus tard elle voyage en France et au Kenya.

### Duchesse de Gloucester
En août 1935, Lady Alice se fiance avec le prince Henri, duc de Gloucester, troisième fils du roi George V. Ils se marient lors d’une cérémonie privée, dans la chapelle du palais de Buckingham, le 6 novembre de la même année. Un mariage beaucoup plus élaboré à l'abbaye de Westminster avait été initialement prévu mais la mort du père de la mariée le 19 octobre 1935 et la santé fragile du roi les obligent à renoncer à ce projet et le mariage est célébré dans un cadre plus restreint. Les demoiselles d’honneur d’Alice sont sa sœur, Lady Angela Scott, ses nièces Lady Elizabeth Scott, Clare Phipps, Anne Hawkins, les nièces de son fiancé les princesses Élisabeth (future Élisabeth II) et Margaret d’York, sa cousine Moyra Scott et la cousine de son fiancé Lady Mary Cambridge.
En 1937, elle devient la marraine de la Guild of the Royal Hospital of St-Bartholomew, et le reste pendant plus de soixante ans.
York House à Londres est mis à la disposition du couple, qui achète le manoir de Barnwell dans le Northampshire.
Alice et Henry ont eu deux enfants :
- le prince William de Gloucester, né le 18 décembre 1941 et décédé le 28 août 1972 ;
- le prince Richard de Gloucester, né le 26 août 1944 et actuel duc de Gloucester.

Durant la Seconde Guerre mondiale, la duchesse de Gloucester travaille pour la Croix-Rouge britannique et elle dirige, à partir de 1943, les forces auxiliaires féminines au sein de la Royal Air Force. Après la guerre, elle vit de 1945 à 1947 en Australie où son époux est gouverneur général.

### Veuvage

#### Changement de titre
Le 10 juin 1974, le prince Henry meurt. Son second fils, le prince Richard, hérite du titre de duc de Gloucester, son frère ainé étant décédé dans un accident d'avion en 1972. Alice demande alors l'autorisation à sa nièce, la reine Élisabeth II, d'utiliser le titre de Son Altesse Royale la princesse Alice, duchesse de Gloucester en lieu et place Son Altesse Royale la duchesse douairière de Gloucester (une titulature semblable avait déjà été adoptée par sa belle-sœur la princesse Marina, duchesse de Kent). Cette requête est acceptée par la reine en partie pour éviter la confusion avec la nouvelle duchesse de Gloucester. Contrairement à la princesse Marina (née princesse de Grèce et de Danemark), Alice n'est princesse que par mariage et sa nouvelle titulature devait être confirmée par lettre patente. Ce ne fut cependant jamais le cas et la princesse utilise cependant le titre (la reine l'ayant de facto autorisé).

#### Fin de vie
Dans les années 1980, elle publie ses mémoires en anglais. En 1995, la duchesse met en location son manoir de Barnwell et s'installe dans l'appartement 1 du palais de Kensington, aux côtés de son fils Richard et de sa famille. Au cours de ces dernières années, elle perd de plus en plus la mémoire ce qui réduit grandement sa capacité à communiquer de la façon dont elle le souhaitait. Elle apparaît pour la dernière fois en public à l'occasion de son 100e anniversaire, entourée de ses descendants, de la reine Élisabeth II et de la princesse Margaret. Un jardin Princesse-Alice est inauguré par la Guild of the Royal Hospital of St-Bartholomew, dont elle était la marraine depuis plus de soixante ans.
Elle meurt au palais de Kensington, le 29 octobre 2004, à l'âge de 102 ans. Ses funérailles ont eu lieu à la chapelle de Windsor, puis elle est inhumée au cimetière royal de Frogmore, à Windsor, où reposent également son époux et son fils aîné.

## Titres et honneurs

### Titulature complète
- Lady Alice Montagu-Douglas-Scott (1901–1935)
- Son Altesse Royale la duchesse de Gloucester (1935–1974)
- Son Altesse Royale la princesse Alice, duchesse de Gloucester (1974–2004)

À sa mort, ses titres officiels étaient « Son Altesse Royale la princesse Henry William Frederick Albert, princesse Alice Christabel, duchesse de Gloucester, comtesse d'Ulster et baronne Culloden, dame grand-croix du très honorable ordre du Bain, compagnon de l'ordre impérial de la couronne des Indes, dame grand-croix de l'ordre royal de Victoria, dame grand-croix du très excellent ordre de l'Empire britannique ».

### Armes
| Blason | Blasonnement : Écartelé : I et IV de gueules à trois léopards d'or armés et lampassés d'azur ; II d'or, au lion de gueules, au double trescheur fleuronné et contre-fleuronné du même ; III d'azur, à la harpe d'or, cordée d'argent ; au lambel à cinq pendants d'argent brochant, ceux en cœur, à dextre et sénestre chargés d'un léopard de gueules, les autres chargés d'une croix de gueules. |

### Distinctions

#### Distinctions du Commonwealth
- Dame grand-croix de l'ordre du Bain (1975)
- Compagnon de l'ordre de la Couronne d'Inde (1937)[4]
- Dame grand-croix de l'ordre royal de Victoria (1948)
- Dame grand-croix de l'ordre de l'Empire britannique (1937)
- Dame grand-croix du très vénérable ordre de Saint-Jean (1936)
- Membre de seconde classe de l’ordre de la famille royale du roi George V (1935)
- Membre de seconde classe de l’ordre de la famille royale du roi George VI (1937)
- Membre de l’ordre de la famille royale de la reine Élisabeth II (1952)

#### Distinctions étrangères
- Grand-croix de l'ordre de la Couronne (Roumanie, 1938)
- Grand-cordon de l'ordre des Vertus (Égypte, 1950)
- Grand-croix de l'ordre de la reine de Saba (Éthiopie, 1958)